# إبوني (مجلة)
إبوني مجلة شهرية للسوق الأفريقي الأميركي، المهتمة بحياة السود الأمريكيين وثقافتهم وفنونهم وإبداعاتهم في المجالات المختلفة الأميركي، تأسست من قبل جون جونسون ، ونشرت بشكل مستمر منذ خريف عام 1945. و خلاصة الحجم مجلة شقيقة، جيت وتنشر أيضا، من خلال نشر جونسون .
غلاف مجلة الابوني الفوتوغرافي منذ تأسيسها ركزت على المشاهير والسياسيين الأفارقة الأميركيين، مثل دوروثي داندريدج ، ماريا كاري ، مايكل جاكسون ، كارول موسلي براون ، باراك أوباما ، زوي سالدانا ، تيريس جيبسون وتايلر بيري.

## روابط خارجية
- آبَنُوس على موقع الموسوعة البريطانية (الإنجليزية)